# Domina Jalbert
 (janvier 2025).
Si vous disposez d'ouvrages ou d'articles de référence ou si vous connaissez des sites web de qualité traitant du thème abordé ici, merci de compléter l'article en donnant les références utiles à sa vérifiabilité et en les liant à la section « Notes et références ».
En pratique : Quelles sources sont attendues ? Comment ajouter mes sources ?
 (janvier 2025).
Domina Cléophas Jalbert est un inventeur canadien né le 5 décembre 1904 à Saint-Michel-des-Saints dans la province de Québec au Canada et mort le 26 juin 1991.
Il est l'inventeur de l'aile à caissons.

## Vie personnelle
Domina Jalbert est né en 1904 à Saint-Michel-des-Saints au Québec, fils d'Onesime Jalbert (1856-1938) et Celestine Gouger (1861-1939). Il fait partie d'une famille de 17 frères et sœurs.
Au début de sa vie, il déménage à Woonsocket, Rhode Island, où il vit et travaille pendant de nombreuses années avant de déménager à Boca Raton, en Floride.
Alors qu'il vit à Woonsocket, Jalbert obtient son diplôme de l'école secondaire de Woonsocket et travaille ensuite comme entraîneur d'athlétisme et administrateur pour la Mount St. Charles Academy.
Il reçoit une licence de pilote américaine en 1927. Dans les années 1930, il se consacre au cerf-volant, utilisant de grands cerfs-volants à des fins publicitaires. Il est embauché pour aider à protéger le littoral de l'ouest des États-Unis pendant la guerre avec la conception et la fabrication de ballons de barrage ; il travaille pour la United States Rubber Company à Naugatuck, Connecticut, États-Unis.
Il déménage ensuite dans le New Jersey et se marie en 1933 avec la championne de natation Elizabeth Becker, et ils ont une fille, Dorothy Christina Jalbert (1932-2006). Elizabeth meurt en 1936 et Domina retourne à Rhode Island.
Il se marie avec Emma Rose Bourcier (1903–1994) le 28 octobre 1943 à Providence, Rhode Island. Le couple s'installe à Belmont, dans le Massachusetts, et y vit en 1945. Ils ont un fils, Paul Charles Jalbert (1945-1992).
Lui et sa famille déménagent à Boca Raton, en Floride, en 1950.
Domina Jalbert décède le 26 juin 1991 à Boca Raton, en Floride.

## Ses grandes réalisations dans le monde aéronautique
En 1942, Jalbert démontre la puissance de son cerf-volant fabriqué sur mesure en soulevant sa fille, Dorothy Jalbert, dans une « balançoire-cerf-volant » à Point Judith, Rhode Island.
Il dépose en 1944 un brevet pour une combinaison d'un ballon avec une aile flexible rigidifiée, formant ce qu'on appelle aujourd'hui un « kytoon ».
En 1956, il teste son parachute carré pour la première fois à Boca Raton en Floride.

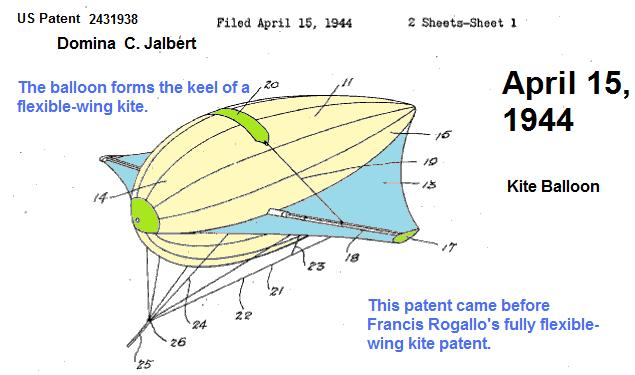
Forme annotée du dessin du brevet du 15 avril 1944 pour le ballon cerf-volant

En 1957, il invente le profil aérodynamique à pression dynamique et commence à tester et à formaliser la conception.
En janvier 1963, il confirme officiellement sa découverte et son invention du profil aérodynamique entièrement flexible à double surface à pression dynamique qui va profondément changer le cerf-volant, le parachutisme, le deltaplane, le parapente, le vol sportif, le cerf-volant motorisé et bien plus encore. Toutes les ailes à caissons d'aujourd'hui doivent leurs racines à l'invention de Jalbert.
En 1964, il dépose le brevet pour un type d'aile multicellulaire appelée aile à caissons. Ce brevet allait devenir essentiel au parapente, au parachutisme, au parapente motorisé, au landboard, au kitesurf et au remorquage de cargo par des cerfs-volants.
En 1965/1966, le parachute "Notre Dame" est construit, et testé par John Dudley Nicolaides, responsable du département aéronautique de l'université de Notre Dame en Indiana,.
En 1971, le rêve de Jalbert de créer un parachute à caissons se réalise. En collaboration avec Jalbert, Theodore Hulsizer, fabricant civil de prototypes de parachutes pour l'armée de l'air américaine et pour la NASA (1947-1973), a fabriqué le premier parachute para-foil fonctionnel. En testant son prototype dans la soufflerie de la base aérienne Wright-Patterson à Dayton, dans l'Ohio, aux États-Unis, Hulsizer s'est rendu compte que les performances dépassaient celles de tous les autres parachutes qu'il avait testé au cours de ses 25 années d'expérience. Pour ralentir l'ouverture du parachute, Hulsizer a fait passer les suspentes dans des anneaux qu'il a conçues et qui ont été glissés vers le haut lors du pliage du parachute. Lors de l'ouverture, les anneaux glissent vers le bas, ralentissant l'ouverture. Ces anneaux ont ensuite évolué pour devenir le glisseur des parachutes sportifs. Hulsizer a personnellement fabriqué le premier para-foil grandeur nature, qui a parfaitement fonctionné dès son premier saut.

## Profil aérodynamique en matériaux souples
Jalbert est le premier à enseigner le profil aérodynamique robuste formé par gonflage avec la pression dynamique. Toutes les ailes aérodynamiques sportives et utilitaires contemporaines ont vu le jour grâce à l'invention de Jalbert. Lorsque le para-foil est utilisé comme parachute, s'ouvrant ainsi après que la charge utile ou l'humain soit en chute libre, l'ouverture du para-foil peut être très rapide, et le choc qui en résulte doit être amorti. Des dispositifs inventés par d'autres sont utilisés pour ralentir l'ouverture du para-foil. L’une de ces inventions est le glisseur. Lorsque le para-foil est utilisé en deltaplane comme parapente, le para-foil est déployé avant que l'humain ne quitte le sol ; dans de tels cas, un glisseur n'est pas nécessaire.

## Brevets déposés
Jalbert invente le para-foil, un appareil breveté aux États-Unis (3131894) déposé le 10 janvier 1963, qui avait des caissons en forme de profil aérodynamique, un bord d'attaque ouvert et un bord de fuite fermé, gonflés par la pression dynamique créée par le mouvement relatif à l'air.
- Ballon cerf-volant . Date de dépôt : 15 avril 1944
- Ballon cerf-volant. Date de dépôt : 31 août 1945
- 2398744 Ballon Cerf-Volant
- Parachute à auvent multi-cellules DC Jalbert
- Dispositif aérien à ailes multicellulaires Date de dépôt : 1er octobre 1964
- Dispositif aérien de type aile multicellulaire, brevet américain. 3285546 – Déposé le 1er octobre 1964
- Traîneau aérien Domina C. Jalbert

## Récompenses
- 1986 – Jalbert reçoit un prix de la Parachute Industry Association.
- 1988 – Intronisé au Temple de la renommée du patrimoine de Rhode Island[9].
- 2019 – Jalbert a reçu à titre posthume la médaille d'or de l'air de la Fédération aéronautique internationale (Fédération mondiale des sports aériens) pour l'invention de l'aile à caissons[10].

### Vidéos
- Cérémonie de remise des prix Domina Jalbert PIA 1986
- Domina Jalbert - 21 juin 1988 : Hôtel de ville de Woonsocket
- Domina Jalbert - Spectacle initial du WNRI - 1988